# 性行為檔案
《性行為檔案》（英語：Archives of Sexual Behavior）是一份經過同行評審的性學学术期刊。它是国际性研究学会的官方出版物。

## 歷史
《性行為檔案》由理查德·格林（Richard Green）於1971年創刊，他在2001年之前一直擔任這本期刊的總編輯。在2001年，他把總編之位交棒給肯尼斯·J·扎克。它是性學界的頂尖期刊，由施普林格科学+商业媒体負責出版。

## 文章類別
期刊會刊載的文章類別有：
- 觀察研究（不論是定量還是定性研究）
- 理論評價與雜文
- 臨床個案報告
- 讀者來信
- 書評

## 排名與收錄
《性行為檔案》的摘要與索引被收錄於《生物學文摘》、《現期期刊目次》、EMBASE資料庫、全球家庭與社會個案解讀資料庫（Family & Society Studies Worldwide）、健康与安全文摘库（Health and Safety Science Abstracts）、医学索引/Medline醫學資料庫、《心理学文摘》、PsycINFO資料庫、《文摘杂志》、《風險文摘》（Risk Abstracts）、《賽吉家庭研究文摘》（Sage Family Studies Abstracts）、Scopus、《性與關係治療》（Sexual and Relations Therapy）、社會科學引文索引、社會科學索引（Social Science Index）、《社會學文摘》（Sociological Abstracts）、《女性與性別研究文摘》（Studies on Women & Gender Abstracts）、《暴力與虐待文摘》（Violence and Abuse Abstracts）。根據《期刊引證報告》，該雜誌於2013年的影響因子為2.783。若以2011年的影響因子3.52來計，其在2,493份社會科學期刊中排第102位（第96个百分位）；在109份臨床心理學期刊中排第11位（第90个百分位）；在89份跨領域社會科學期刊中排第1位。

## 外部連結
- 官方网站